# Новодресвянка
Новодресвянка — посёлок в Заринском районе Алтайского края России. Входит в состав сельского поселения «Хмелевский сельсовет».

## География
Расположен на северо-востоке края, в центральной части района, в предгорьях Салаирского кряжа, на берегу реки Хмелёвка.
Климат
континентальный. Средняя температура января −17,7 °C, июля +19,2 °C. Годовое количество атмосферных осадков — 450 мм.

## История
Посёлок входит в муниципальное образование «Хмелевский сельсовет» согласно муниципальной и административно-территориальной реформе 2007 года .

## Население
| 1997 | 1998 | 1999 | 2000 | 2001 | 2002 | 2003 | 2004 | 2005 |
| ---- | ---- | ---- | ---- | ---- | ---- | ---- | ---- | ---- |
| 139  | ↘136 | ↘125 | ↘115 | ↘104 | ↗118 | ↘90  | ↘63  | ↘40  |
| 2006 | 2007 | 2008 | 2009 | 2010 | 2011 | 2012 | 2013 |      |
| ↗43  | ↘42  | ↘36  | ↘34  | ↗48  | ↗51  | ↘45  | ↗47  |      |

национальный состав
Согласно результатам переписи 2002 года, в национальной структуре населения русские составляли 93 % от 70 жителей.

## Инфраструктура
Экономика
Основное направление  — сельское хозяйство.

## Транспорт
Посёлок доступен по дороге общего пользования межмуниципального значения «Авдеевская База — Хмелевка — Клабуковка» (идентификационный номер 01 ОП МЗ 01Н-1306).